# Jean Ier de Warneton
Jean Ier de Warneton, dit Bienheureux ou encore Saint Jean de Warneton,  est un évêque flamand de l'ancien évêché de Thérouanne. Né en 1065 à Warneton ou Bas-Warneton et mort le 27 janvier 1130 à Thérouanne, il sera élu par le clergé en 1099 et confirmé par le pape Urbain II, peu avant sa mort. Il participe activement à la diffusion de la réforme grégorienne.
Sa vie a été écrite neuf mois après sa mort par Gautier de Thérouanne (paternité confondue avec Jean de Colmieu), on retrouve ce texte dans le recueil des Bollandistes.

## Biographie

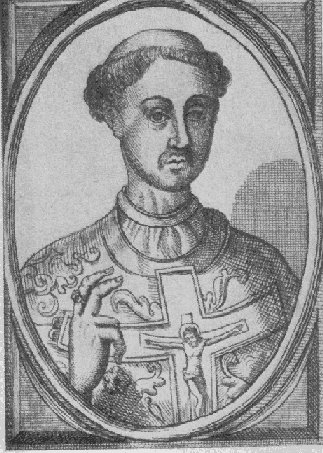
Le pape Pascal II.

Né vers 1065 à Warneton et fils de Guillaume et Phagala (nom controversé), il  commence sa formation auprès de Lambert d'Utrecht puis auprès d'Yves de Chartres vers 1078-1083, ardent partisan de la réforme grégorienne. S'il commence sa carrière ecclésiastique comme chanoine séculier à la collégiale Saint-Pierre de Lille, il ressent très vite le besoin d'adopter un mode de vie plus austère afin de se rapprocher de Dieu. C'est pourquoi il devient chanoine régulier au mont Saint-Éloi qui est placé sous la règle de Saint Augustin depuis sa reconstruction.
Très vite, Jean fait la connaissance de l'évêque d'Arras, Lambert de Guînes, un grand réformateur, qu'il accompagnera au Concile de Clermont (1095). Lambert fait de lui son archidiacre en 1096. C'est grâce à l'exercice de cette fonction qu'il apprend pendant trois ans à remédier à la "peste simoniaque". Après avoir été ordonné prêtre le 4 juin 1099, il accède à l'évêché de Thérouanne en 1099. Élu par les abbés et ecclésiastes, le pape Urbain II confirmera lors d'un concile. Le 17 juillet 1099, il est sacré évêque par l'archevêque Manassès à Reims.

### Contexte de son élection
Les évêques de Thérouanne se sont succédé rapidement au XIe siècle, depuis le décès de Drogon en 1078. Hubert, candidat du comte, se retira comme moine après trois ans d'autorité chancelante et d'atrocités. Son successeur, Lambert, ne tint que deux ans. Enfin, Gérard, le prédécesseur de Jean et archidiacre de Cambrai, occupa le siège durant quinze ans avant d'être victime de la calomnie. Accusé de simonie (achat ou vente d'offices ou de services ecclésiastiques), il fut relevé de ses fonctions par le pape Urbain II,. Lors des élections, le clergé de Thérouanne préféra Otbert, chanoine d'Amiens et de Thérouanne, mais les abbés proches de Lambert de Saint-Bertin (en) soumirent Jean comme candidat. Les partis consultèrent le pape Urbain II qui confirma la nomination de ce dernier.

### Relations
Il est à noter que Jean de Warneton prenait soin de préserver des relations avec des gens influents. Le bienheureux Simon de Saint-Bertin précisait qu'il parlait remarquablement le latin, le roman et le thiois. Dès sa nomination, il mit sur pied une équipe de collaborateurs issus de couvents réformés afin de le soutenir dans ses objectifs. Les textes mentionnent 11 noms en particulier dont Hugues III d'Amiens qui deviendra par la suite archevêque ou encore Godrefroi, évêque d'Amiens. Il assistera à la consécration de ce dernier en 1104.
Ses activités démontrent qu'il continuera de tisser son réseau de relations pour mener à bien les missions de réformes. En 1107, il confie à saint Hugues, abbé de Cluny, la réforme de l'abbaye Saint-Wulmer de Samer. En 1112, il assiste au décès de son ami et évêque de Noyon, Baldéric (Cambrai).
En réformant les abbayes bénédictines de son diocèse, il noua des relations avec la comtesse Clémence de Bourgogne et Anselme de Cantorbéry, un proche de son ami Lambert de Saint-Bertin. Toutefois, l'influence politique de Jean diminua progressivement après 1120 car la plupart de ses relations étaient décédées. L'un des derniers actes de sa vie d'évêque sera d'intervenir dans un litige entre les chanoines de l'église Saint-Pierre de Lille et Guillaume Cliton. Nommé arbitre, il prononcera la sentence en 1128.

### Églises et abbayes fondées
En 1105, il souscrit à une donation relative à l'église d'Eversham[Quoi ?] à Furnes, et, l'an d'après, consacre l'église d'Arrouaise.
En 1114, il fonde un prieuré de Bertin de Sithiu à Bas-Warneton, à proximité de l'église Saint-Martin.
En 1120, il fonde l'Abbaye de Saint-Nicolas de Furnes.
En 1120, il assiste au concile de Beauvais, établit des chanoines réguliers à l'Abbaye Saint-Jean-Baptiste de Chocques.
En 1122, il accorde des privilèges à l'abbaye d'Andres, fondée en 1084. Il érige en abbaye des Dunes le monastère de Furnes.

## Statut de Saint et nom controversé
Son titre de Saint est sujet à caution selon les règles canoniques de l'Église car la sainteté se devait à l'époque par la vox populi. La controverse porte également sur son nom de famille car il pourrait être fils de Guillaume de Comines. Dans la biographie de Gautier de Thérouanne, il est fait éloge de Guillaume de Comines et Phagala qui donnèrent naissance à un fils, nommé Jean, en 1050 sans établir de lien spécifique avec Jean de Warneton. Dans un article sur les origines de Jean, l'historien Francis De Simpel s'exprime en ces mots sur cette hypothèse : 
Du vivant de Jean, aucun document n'indique ni son nom de famille, ni son lieu de naissance. Il est toujours dénommé Jean, évêque de Thérouanne, de la Morinie ou des Morins. (...) Ce n'est qu'au XVIIe siècle que l'on voit apparaître cette dénomination de Jean de Warneton et même de Comines, selon Sanderus. (...) Les auteurs du XVIIe siècle ne nous donnent pas leurs sources.
Certains auteurs indiquent également que Guillaume de Comines serait le premier seigneur de Warneton, cependant aucune preuve n'est apporté à cela. Il est probable qu'il possède divers fiefs dans la chatellenie de Warneton, mais il est toutefois incertain qu'il soit seigneur de Warneton. Cette affirmation provient de sources faiblement fiables.

## L'action de l'évêque

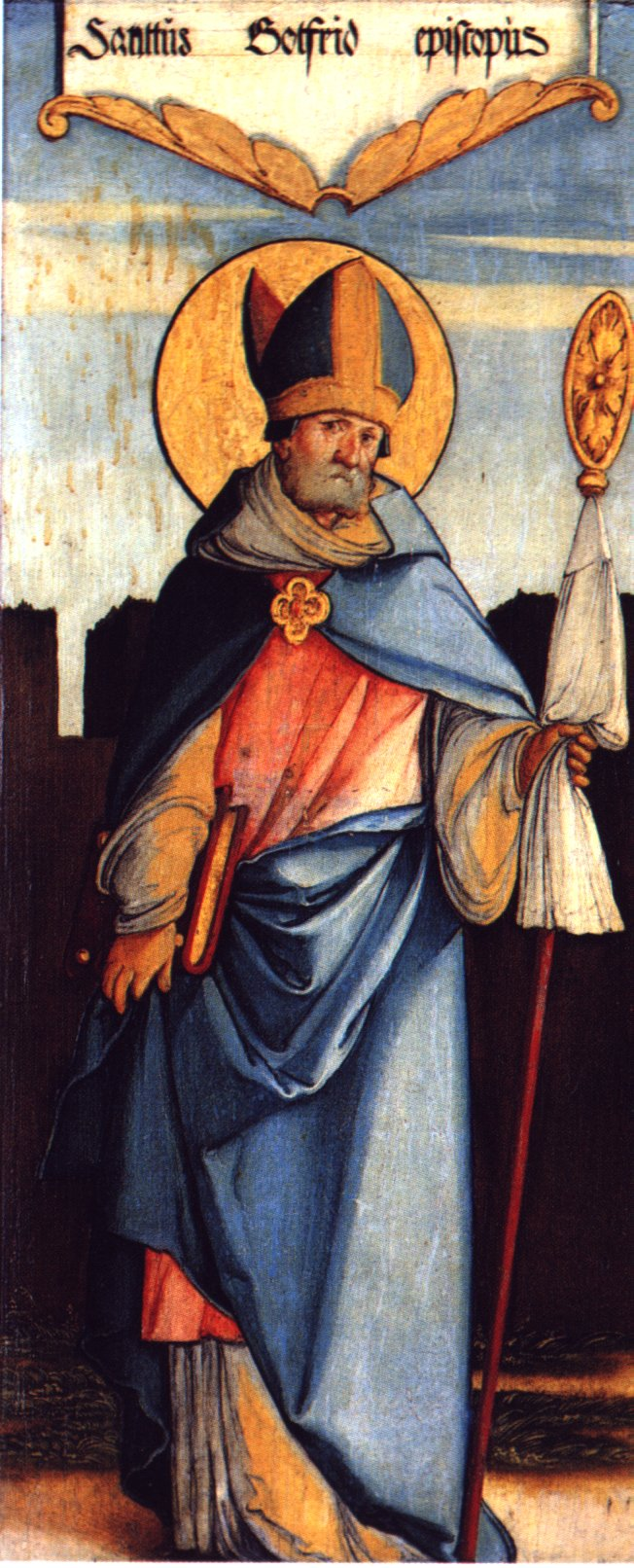
L'évêque Geoffroy d'Amiens.

Évêque de Thérouanne, il prend possession d'un évêché qui a subi pendant des années les conséquences de la présence d'évêques simoniaques manifestement plus attachés à leurs pouvoirs temporels qu'à leurs devoirs spirituels.
Pour remédier à cela, il va collaborer avec son ancien "maître", l'évêque d'Arras Lambert de Guînes mais également avec l'évêque d'Amiens. Ils sont tous les trois de grands réformateurs. C'est ainsi qu'il essaie de panser les maux de son évêché en mettant un terme à la mainmise des laïcs sur les collégiales parfois investies par des familles entières au lieu d'être le lieu de vie de chanoines séculiers.
Pour ce faire, il substitue les chanoines réguliers aux chanoines séculiers qui vivent selon une règle plus contraignante.
En effet, si les chanoines séculiers ont le droit à la propriété privée et n'ont pas de restrictions alimentaires et vestimentaires, il n'en est pas de même pour les chanoines réguliers soumis à une règle plus austère.
Dès son accession au titre d'évêque, il fait restaurer la cathédrale de Thérouanne, aujourd'hui détruite. En 1101, il se rend à Rome et devient l'ami intime du pape Pascal II. Il contribue à la réforme de l'Abbaye de Saint-Bertin. À la suite de cela, il opère, dès 1102, de nombreuses réformes et remplacements ecclésiastiques. Par exemple, dans la ville d'Ypres et Voormezele il déchoit des prêtres ambitieux et simoniaques. À Ypres, il met à leur place le prêtre Gérard ainsi qu'une congrégation de chanoines réguliers de l'ordre de saint Augustin. De nombreuses autres villes feront face à ces réformes (Lo, Furnes, Seclin, Chocques, ...) tout comme des abbayes (Abbaye Saint-Pierre de Gand, Abbaye de Saint-Winoc, Abbaye Saint-Wulmer de Samer).
Il réforme ainsi des monastères et des collégiales de façon assez brutale tandis qu'il reste plus souple pour les chanoines de sa cathédrale qu'il remplace au fur et à mesure des morts. Il s'entoure de clercs qu'il trouve capables par les mœurs et leur donne une somme sous la forme d'un bénéfice afin de mettre en place des chapitres, des collégiales de chanoines réguliers.
Concrètement, il introduit et impose au clergé la règle de saint Augustin dans le Westhoek (Furnes, Loo, Watten, Ypres, Zonnebeke, Warneton). Parallèlement, il lutta pour une réforme dans les abbayes de tradition bénédictine de son diocèse telles que : Saint-Vaast d'Arras, Saint-Bertin de Saint-Omer, Saint-Pierre et Saint-Bavon de Gand, ainsi qu'à Saint-Winoc de Bergues et à Marchiennes. Cette réforme était à l'initiative de son ami Lambert de Saint-Bertin et de la comtesse de Flandre Clémence de Bourgogne.

## Postérité
Le culte de Jean de Warneton prend racine dans la biographie détaillée propre à l'hagiographie rédigée par Gautier de Thérouanne. Le culte traditionnel autour de son tombeau disparait lors de la destruction de Thérouanne par Charles Quint en 1553 et la suppression de l'évêché. Il persista un culte local à Lille où on commémorait son lien avec le chapitre de Saint-Pierre.
Le 27 juin 1785, Warneton célèbre le huitième centenaire de saint Jean. Trente paroisses des diocèses de Bruges, Cambrai et Arras prirent part au cortège. Près de 5000 personnes étaient venues par chemin de fer. Deux cantiques seront créés pour l'occasion, celui-ci est le chant du huitième centenaire :  
Illustre saint, de Warneton la gloire, saint Jean, tu vis au séjour des Élus; 
La sainte Église exalte ta mémoire, chante à l'envi tes sublimes vertus; 
Reçois les parfums de nos âmes, entends les vœux de ta chère Cité, 
Remplis nos cœurs de tes divines flammes, ranime en nous la Foi, la Charité.

Du haut des cieux, ô notre illustre Père, homme de Dieu, veille sur tes enfants ;
Que dans la nuit ton flambeau nous éclaire, et vers le ciel nous mène triomphants ;
Aux faux honneurs, aux vanités du monde, nous avons dit un éternel adieu ;
Soutiens nos cœurs, rends notre foi féconde ô saint Pasteur de l'Église de Dieu.

Rappelle-toi les jours de ton enfance, ces lieux bénis témoins de tes vertus,
Où tu gardas la céleste innocence du bien-aimé disciple de Jésus ;
Rappelle-toi que ta pieuse Mère guida tes pas en ce vénéré lieu ;
Veille sur nous, sois pour nous un bon Père, ô saint Pasteur de l'Église de Dieu.

Laisse sur nous tomber une étincelle du feu divin qui consuma ton cœur ; 
Que tous les cœurs animés d'un saint zèle, brûlent pour Dieu d'une éternelle ardeur ; 
Et quand pour nous la dernière des heures aura sonné... réalise mon vœur : 

Porte notre âme aux célestes demeures, ô saint Pasteur de l'Église de Dieu.
Un culte local renaît à Warneton durant le XIXe siècle et le Diocèse de Bruges est autorisé, par le pape Pie IX, à le célébrer le 27 janvier. Cette date s'inscrira au diocèse de Lille en 1913.
Au sein de l'Église Saints-Pierre-et-Paul de Warneton se trouvent trois vitraux qui illustrent trois étapes de la vie de Jean de Warneton.
La Procession du Saint-Sang à Voormezele est célébrée dans sa paroisse depuis 1152 et retrace les grands événements des abbayes locales. Le Bienheureux Jean de Warneton y est représenté.
À Warneton, Jean est également surnommé le Moontje (en néerlandais : petit moine) en référence aux moines de l'abbaye de Warneton fondée en 1138 par son successeur. La Fête des Mountches est un événement folklorique important de Comines-Warneton.
Un géant cominois porte le nom de Jehan de Warneton, frère de Warneton.

## Sources
En 1874, l'abbé Jean-Baptiste Courouble, vicaire de Warneton, publie Histoire de Warnêton suivie de la vie du Bienheureux Jean de Warneton. Plusieurs erreurs et approximations sur la vie de Jean Ier de Warneton proviennent de ce texte qui ne comporte que très peu d'annotations. Les travaux du XXe siècle critiquent notamment la difficulté à reconstituer ou identifier les sources sur lesquelles repose le texte. Les documents et archives sur lesquelles le travail est effectué ont été détruits lors de la Première Guerre mondiale.